# مارک گریمت
مارک گریمت (انگلیسی: Mark Grimmette؛ زادهٔ january ۲۳, ۱۹۷۱ (۵۴ سال)) ورزشکار لژسواری اهل ایالات متحده آمریکا است.
وی در مسابقات کشوری و بین‌المللی در مجموع برندهٔ ۳ مدال نقره، ۸ مدال برنز شده‌است.